# Yukawamyia gratia
Yukawamyia gratia är en tvåvingeart som beskrevs av Boris Mamaev och Zaitzev 1996. Yukawamyia gratia ingår i släktet Yukawamyia och familjen gallmyggor. Inga underarter finns listade i Catalogue of Life.